# Divlja zob
Divlja zob (lat. Avena fatua) je vrsta trave iz roda zobi. Ova zob je porijeklom iz Euroazije, ali je uvedena u većinu ostalih umjerenih regija svijeta. U nekim je područjima naturalizirana, a u drugim se smatra štetnim korovom.
Avena fatua tipična je zob po izgledu, zelena trava sa šupljim, uspravnim stabljikama visine 30 do 120 cm, s padajućim vlatima klasića. Dugi tamnozeleni listovi široki su do 1 cm i hrapavi zbog sitnih dlačica. Klice su također dlakave. Jezgra sjemena je tanja, duža, tamnija i dlakava u usporedbi sa sjemenom obične kultivirane zobi (Avena sativa). Ova vrsta i druge divlje zobi mogu postati problematične u poljoprivredi u preriji kada napadnu i smanje kvalitetu usjeva ili se natječu za resurse s usjevima. Potrebno je vrlo malo divljih biljaka zobi da izazovu značajno smanjenje prinosa na polju pšenice ili kultivirane zobi, iako je sjeme vrsta zobi.

## Vanjske poveznice
- Jepson Manual Treatment
- Calphotos Photo gallery, University of California